# Ryan Sweeney
Ryan Joseph Sweeney (Kingston upon Thames, 15 aprile 1997) è un calciatore irlandese con cittadinanza britannica, difensore del Mansfield Town.

## Carriera

### Club
Cresciuto nel settore giovanile dell'AFC Wimbledon, ha esordito in prima squadra il 6 aprile 2015 disputando l'incontro di Football League Two perso 4-0 contro il Dag & Red. Dopo una stagione e mezza nella quarta divisione inglese, nel 2016 viene acquistato dallo Stoke City, ma non riscendo a trovare spazio in rosa, nel gennaio 2017 viene ceduto in prestito al Bristol Rovers, in terza divisione inglese, fino al termine della stagione. Durante l'estate successiva, viene confermato che avrebbe giocato per un'altra stagione in prestito al Bristol Rovers. Nel 2018 viene girato in prestito al Mansfield Town, scendendo di divisione; nel gennaio 2019 viene acquistato a titolo definitivo. Dopo tre stagioni trascorse nella quarta divisione inglese, nell'estate del 2021 ha firmato con il Dundee, formazione della massima serie scozzese.
Nel 2023 si trasferisce a titolo definitivo al Burton Albion, dove trascorrerà due stagioni; nell'estate del 2025 fa ritorno al Mansfield Town, che nel frattempo è arrivato ad ottenere la promozione in League One, la terza serie del campionato inglese.

### Nazionale
Ha giocato nelle nazionali giovanili irlandesi Under-19 ed Under-21.

## Statistiche

### Presenze e reti nei club
Statistiche aggiornate al 9 marzo 2022.
| Stagione              | Squadra               | Campionato            | Campionato | Campionato | Coppe nazionali | Coppe nazionali | Coppe nazionali | Coppe continentali | Coppe continentali | Coppe continentali | Altre coppe | Altre coppe | Altre coppe | Totale | Totale |
| Stagione              | Squadra               | Comp                  | Pres       | Reti       | Comp            | Pres            | Reti            | Comp               | Pres               | Reti               | Comp        | Pres        | Reti        | Pres   | Reti   |
| --------------------- | --------------------- | --------------------- | ---------- | ---------- | --------------- | --------------- | --------------- | ------------------ | ------------------ | ------------------ | ----------- | ----------- | ----------- | ------ | ------ |
| feb.-giu. 2015        | AFC Wimbledon         | FL2                   | 3          | 0          | FACup+CdL       | -               | -               |                    | -                  | -                  | FLT         | -           | -           | 3      | 0      |
| 2015-2016             | AFC Wimbledon         | FL2                   | 10         | 0          | FACup+CdL       | 0               | 0               |                    | -                  | -                  | FLT         | 0           | 0           | 10     | 0      |
| Totale AFC Wimbledon  | Totale AFC Wimbledon  | Totale AFC Wimbledon  | 13         | 0          |                 | 0               | 0               |                    | -                  | -                  |             | 0           | 0           | 13     | 0      |
| gen.-giu. 2017        | Bristol Rovers        | FL1                   | 16         | 0          | FACup+CdL       | -               | -               |                    | -                  | -                  | FLT         | -           | -           | 16     | 0      |
| 2017-2018             | Bristol Rovers        | FL1                   | 23         | 3          | FACup+CdL       | 0+2             | 0               |                    | -                  | -                  | FLT         | 2           | 1           | 27     | 4      |
| Totale Bristol Rovers | Totale Bristol Rovers | Totale Bristol Rovers | 39         | 3          |                 | 2               | 0               |                    | -                  | -                  |             | 2           | 1           | 43     | 3      |
| 2018-2019             | Mansfield Town        | FL2                   | 38+2       | 1+0        | FACup+CdL       | 2+2             | 0               |                    | -                  | -                  | FLT         | 2           | 0           | 46     | 1      |
| 2019-2020             | Mansfield Town        | FL2                   | 33         | 1          | FACup+CdL       | 2+1             | 0               |                    | -                  | -                  | FLT         | 3           | 1           | 39     | 2      |
| 2020-2021             | Mansfield Town        | FL2                   | 35         | 3          | FACup+CdL       | 2+1             | 0               |                    | -                  | -                  | FLT         | 3           | 1           | 41     | 4      |
| Totale Mansfield Town | Totale Mansfield Town | Totale Mansfield Town | 108        | 5          |                 | 10              | 0               |                    | -                  | -                  |             | 8           | 2           | 126    | 7      |
| 2021-2022             | Dundee                | SP                    | 26         | 3          | CS+CdL          | 2+0             | 0               |                    | -                  | -                  |             | -           | -           | 28     | 3      |
| Totale carriera       | Totale carriera       | Totale carriera       | 186        | 11         |                 | 14              | 0               |                    | -                  | -                  |             | 10          | 3           | 210    | 14     |

## Palmarès

### Club

#### Competizioni nazionali
- Scottish Championship: 1

Dundee: 2022-2023